# Route 58 (Ontario)
Pour les articles homonymes, voir Route 58.
La route 58 est une route provinciale de l'Ontario étant située dans la région du Niagara, précisément sur les berges du Canal Welland. Séparée en 2 sections, ces sections combinées sont longue au total de 16 kilomètres.

## Description du Tracé
La route provinciale 58 possède 2 sections distinctes, qui ne se rejoignent aucunement autre que par l'emprunt de nombreuses routes locales du comté de Niagara.

### Section 1:Port Colborne
La route 58 débute au nord-ouest du centre-ville de Port Colborne, sur la Route 3 (la route 3 devient toutefois la route locale 3 dans Port Colborne), puis se dirige vers le nord sur 7 kilomètres jusqu'à sa jonction avec la Route 58A, au sud de Welland, 7 kilomètres au nord de Port Colborne.

### Section 2:Thorold
La deuxième section de la route débute environ 15 kilomètres au nord-nord-est de la fin de la première section. Aucune route ne lie directement les 2 sections.
Bref, la deuxième section débute à Allanburg, soit à la jonction avec la Route 20, avant de se diriger vers le nord pendant 4 kilomètres en contournant Thorold South par l'est. Au nord de Thorold South, la 58 bifurque abruptement vers l'ouest sur une intersection en T avec la route locale 57 en direction de Niagara Falls. À partir de cette intersection, la route 58 devient une autoroute à 4 voies séparées sur le reste de sa longueur. Après être passé sous le Canal Welland par le tunnel Thorold, elle traverse la ville de Thorold est-ouest jusqu'à l'autoroute 406 en direction de Welland ou de Saint Catharines, et ce point est le terminus nord de la route 58, et de la deuxième section. 

## Intersections Principales
| ville                                                                                         | km   | Intersection                            | destinations                       | notes                                                                         |
| --------------------------------------------------------------------------------------------- | ---- | --------------------------------------- | ---------------------------------- | ----------------------------------------------------------------------------- |
| Port Colborne                                                                                 | 0    | R-3                                     | Fort Érié, Simcoe, Windsor         | Début de la première section de la 58                                         |
| Welland                                                                                       | 5    | Route locale 23                         | Dain City, Chambers Corners        |                                                                               |
| Welland                                                                                       | 7    | R-58A est (Townline Rd.)                | Welland centre-ville, Stevensville | Fin de la première section; continue en tant que route locale 54 vers Welland |
| Les 2 sections sont séparées par 15 kilomètres; aucune route précise ne relie les 2 sections. |      |                                         |                                    |                                                                               |
| Allanburg                                                                                     | (7)  | R-20                                    | Fonthill, Niagara Falls            | Début de la deuxième section                                                  |
| Thorold South                                                                                 | (11) | Route locale 57 est (Thorold Stone Rd.) | Niagara Falls                      | Intersection en T; la 58 bifurque vers la gauche                              |
| Thorold Tunnel sous le Canal Welland; début de la section autoroutière                        |      |                                         |                                    |                                                                               |
| Thorold                                                                                       | (13) | Pine St. (Route locale 67)              | Fonthill, Thorold                  |                                                                               |
| Thorold                                                                                       | (14) | Collier Rd.                             | Thorold                            |                                                                               |
| Thorold                                                                                       | (16) | A-406                                   | Welland, Saint Catharines, Toronto | Fin de la 58                                                                  |
| Bleu: Échangeur complet                                                                       |      |                                         |                                    |                                                                               |